# 阿隆·科普兰
阿隆·科普兰（英語：Aaron Copland，1900年11月14日—1990年12月2日），美国古典音乐作曲家、指挥家和钢琴家。

## 生平
科普兰的祖先为立陶宛犹太人，家族移居美国之时，将原来的姓氏“卡普兰”（Kaplan）改成“科普兰”（Copland）。。15岁时，科普兰聆听了波兰钢琴家帕德雷夫斯基的一场音乐会后，决定以作曲为职业。1921年他前往巴黎，成为娜迪亚·布朗热门下第一个正式的美国学生。日后声名日隆，曾于1945年以作品《阿帕拉契之春》获得普利策音樂獎。晚年创作极少，主要从事指挥工作，1990年去世之时，他已经被认为是美国最伟大的古典音乐作曲家之一，是美国民族风格的代表。
2010年3月3日，水星上位於37.5°N，286.7°W的撞擊坑以他的名字命名。

## 音乐
科普兰是第一位被国际社会认为有本土风味的美国作曲家，虽然此说与事实未必相符，但科普兰在挖掘和利用美国乡村民歌方面确实有着他人难以替代的贡献。他的不少作品都已位列美国音乐最著名的篇章，例如经常在各种盛大仪式上演奏的《平凡人的號角》。他的其他重要作品还包括了著名的三部芭蕾《牧区竞技》《小伙子比利》和《阿帕拉契之春》。